# Nanteuil-la-Fosse
Nanteuil-la-Fosse és un municipi francès situat al departament de l'Aisne i a la regió dels Alts de França. L'any 2007 tenia 139 habitants.

## Demografia

### Població
El 2007 la població de fet de Nanteuil-la-Fosse era de 139 persones. Hi havia 52 famílies de les quals 12 eren unipersonals (12 homes vivint sols), 12 parelles sense fills, 20 parelles amb fills i 8 famílies monoparentals amb fills.
La població ha evolucionat segons el següent gràfic:
Habitants censats

### Habitatges
El 2007 hi havia 65 habitatges, 55 eren l'habitatge principal de la família, 6 eren segones residències i 4 estaven desocupats. 64 eren cases i 1 era un apartament. Dels 55 habitatges principals, 34 estaven ocupats pels seus propietaris, 18 estaven llogats i ocupats pels llogaters i 3 estaven cedits a títol gratuït; 2 tenien dues cambres, 4 en tenien tres, 15 en tenien quatre i 34 en tenien cinc o més. 35 habitatges disposaven pel capbaix d'una plaça de pàrquing. A 25 habitatges hi havia un automòbil i a 24 n'hi havia dos o més.

### Piràmide de població
La piràmide de població per edats i sexe el 2009 era:
| Homes | Edats   | Dones |
| ----- | ------- | ----- |
| 0     | 95 o +  | 0     |
| 0     | 90 a 94 | 0     |
| 0     | 85 a 89 | 0     |
| 0     | 80 a 84 | 0     |
| 0     | 75 a 79 | 0     |
| 0     | 70 a 74 | 8     |
| 12    | 65 a 69 | 4     |
| 0     | 60 a 64 | 0     |
| 0     | 55 a 59 | 0     |
| 4     | 50 a 54 | 0     |
| 12    | 45 a 49 | 4     |
| 0     | 40 a 44 | 12    |
| 8     | 35 a 39 | 4     |
| 4     | 30 a 34 | 12    |
| 4     | 25 a 29 | 8     |
| 4     | 20 a 24 | 8     |
| 8     | 15 a 19 | 4     |
| 4     | 10 a 14 | 8     |
| 4     | 5 a 9   | 4     |
| 12    | 0 a 4   | 0     |

## Economia
El 2007 la població en edat de treballar era de 88 persones, 67 eren actives i 21 eren inactives. De les 67 persones actives 56 estaven ocupades (34 homes i 22 dones) i 11 estaven aturades (7 homes i 4 dones). De les 21 persones inactives 5 estaven jubilades, 4 estaven estudiant i 12 estaven classificades com a «altres inactius».

### Ingressos
El 2009 a Nanteuil-la-Fosse hi havia 54 unitats fiscals que integraven 146 persones, la mediana anual d'ingressos fiscals per persona era de 16.881 €.

### Activitats econòmiques
Dels 2 establiments que hi havia el 2007, 1 era d'una empresa extractiva i 1 d'una empresa alimentària.
L'any 2000 a Nanteuil-la-Fosse hi havia 6 explotacions agrícoles.

## Poblacions més properes
El següent diagrama mostra les poblacions més properes.